# Sainte Lance (Saint-Empire)
Pour les articles homonymes, voir Sainte Lance.

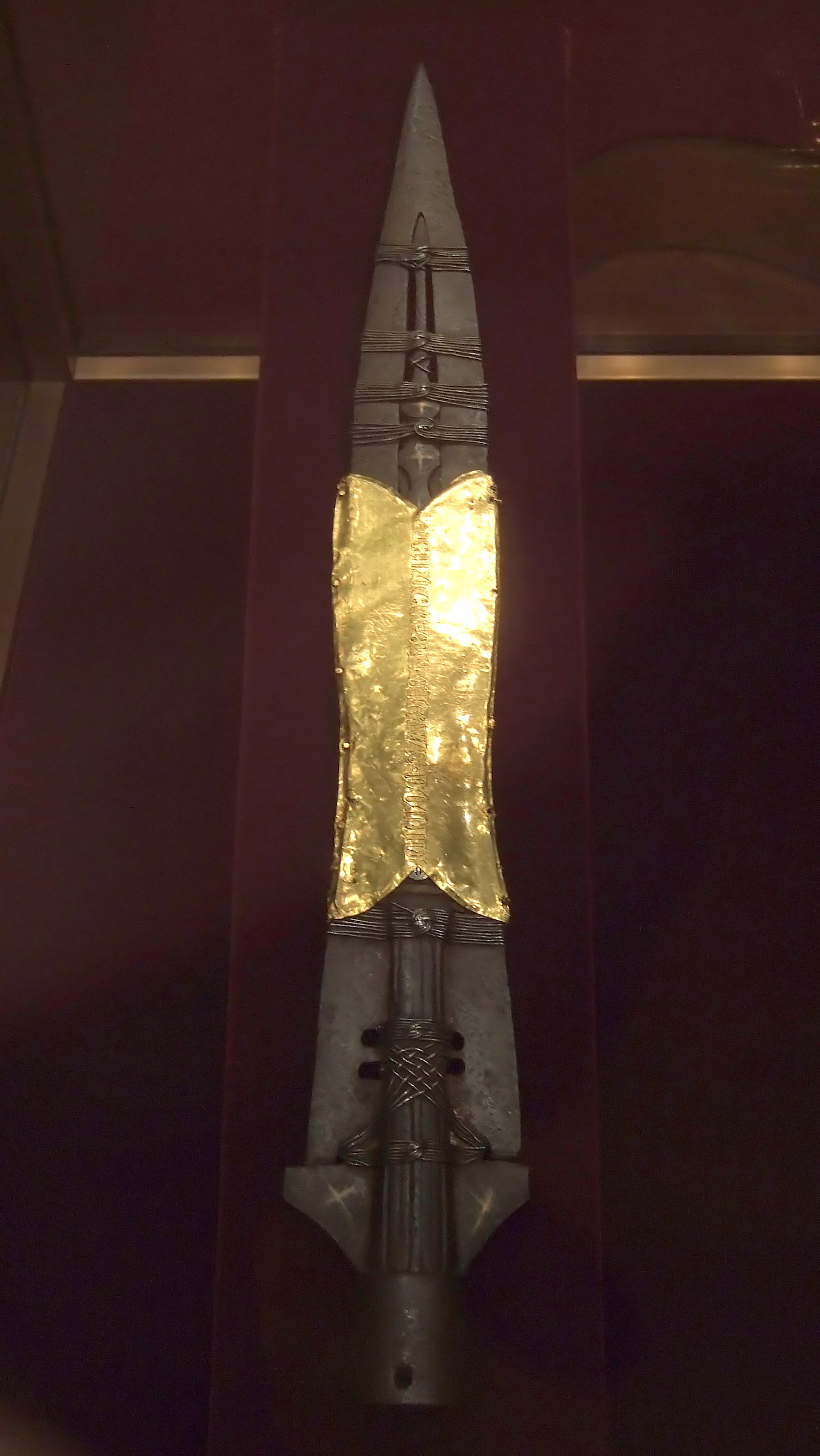
La Sainte Lance conservée dans la Chambre du trésor de Vienne.

La Sainte Lance, dite aussi Lance de Longinus, Lance de Mauritius ou Lance du Destin, est la plus ancienne des regalia du Saint-Empire romain germanique.
Elle est conservée à la chambre du Trésor impérial de la Hofburg à Vienne.

## Histoire et symbolique
Elle est désignée sous des noms divers dont Lance de Mauritius, Maurice d'Agaune, à qui elle aurait appartenu, et
comporterait un fragment de clou de la Vraie Croix. Elle est aussi dite ayant appartenu à Longinus, dit Longin le Centurion, qui s'en serait servi pour vérifier si le Christ était mort et serait ainsi entré en contact avec son sang. La Lance est donc une relique mais aussi un des principaux insignes impériaux (regalia) des rois et empereurs du Saint Empire ; elle a d'ailleurs longtemps été conservée dans le Crucifix de l'Empire. Sa possession donnait au prince régnant une légitimité reçue de Dieu, visible par tous.
La première apparition datée de cette Sainte Lance dans l'Empire romain germanique remonterait à 926, lors de son offrande par Rodolphe II de Bourgogne au roi de Germanie Henri Ier. Au moins trois autres lances ont revendiqué le statut de « véritable » Sainte Lance ; déjà sous Othon III, deux copies sont fabriquées pour être offertes à des princes alliés.
En 1796, à l’approche des troupes françaises qui menaçaient Nuremberg, le Conseil de la ville fit mettre les bijoux impériaux (Reichskleinodien) à l’abri à Ratisbonne, puis, en 1800, à Vienne. La menace française s’approchant de Vienne, on les confia à un certain baron von Hügel jusqu’à ce que leur sécurité pût être assurée. Après la dissolution du Saint-Empire en 1806, von Hügel profita du flou juridique pour revendre les Reichskleinodien à l’empereur d’Autriche, qui refusa de les restituer plus tard à la ville de Nuremberg. Ils restèrent donc à Vienne comme propriété des Habsbourg puis, après la révolution de 1918, de l’État autrichien.
Après l’annexion de l’Autriche par l'Allemagne nazie, du 12 mars 1938, Adolf Hitler les fit rapporter trois jours après, dans un train spécial à Nuremberg. Quand les alliés bombardèrent la ville de Nuremberg, Hitler ordonna en 1944, que la lance fût cachée dans un coffre-fort spécial, dissimulé dans la crypte du temple nazi, où elle était conservée puis dans l'Historischer Kunstbunker (en) sous le château de Nuremberg. Le trésor fut déplacé le 31 mars 1945, et emmuré dans le Paniersbunker, où il sera découvert et saisi, le 7 août 1945 (et non le 30 avril 1945, quelques heures avant le suicide d'Hitler), par un enquêteur spécialisé en œuvres d'art, le lieutenant Walter Horn. Il en prendra officiellement possession, au nom du gouvernement américain, dans un rapport adressé au quartier général, daté du 14 août 1945.
Les Reichskleinodien, comprenant la Sainte Lance, ont été restitués officiellement à l’État autrichien, par un autre enquêteur des Monuments Men, le colonel Andrew Carnduff Ritchie, le 4 janvier 1946. Les joyaux impériaux sont aujourd’hui conservés au palais de la Hofburg à Vienne, où l’ensemble est visible dans la Chambre du Trésor (Schatzkammer),,.

Trésor impérial
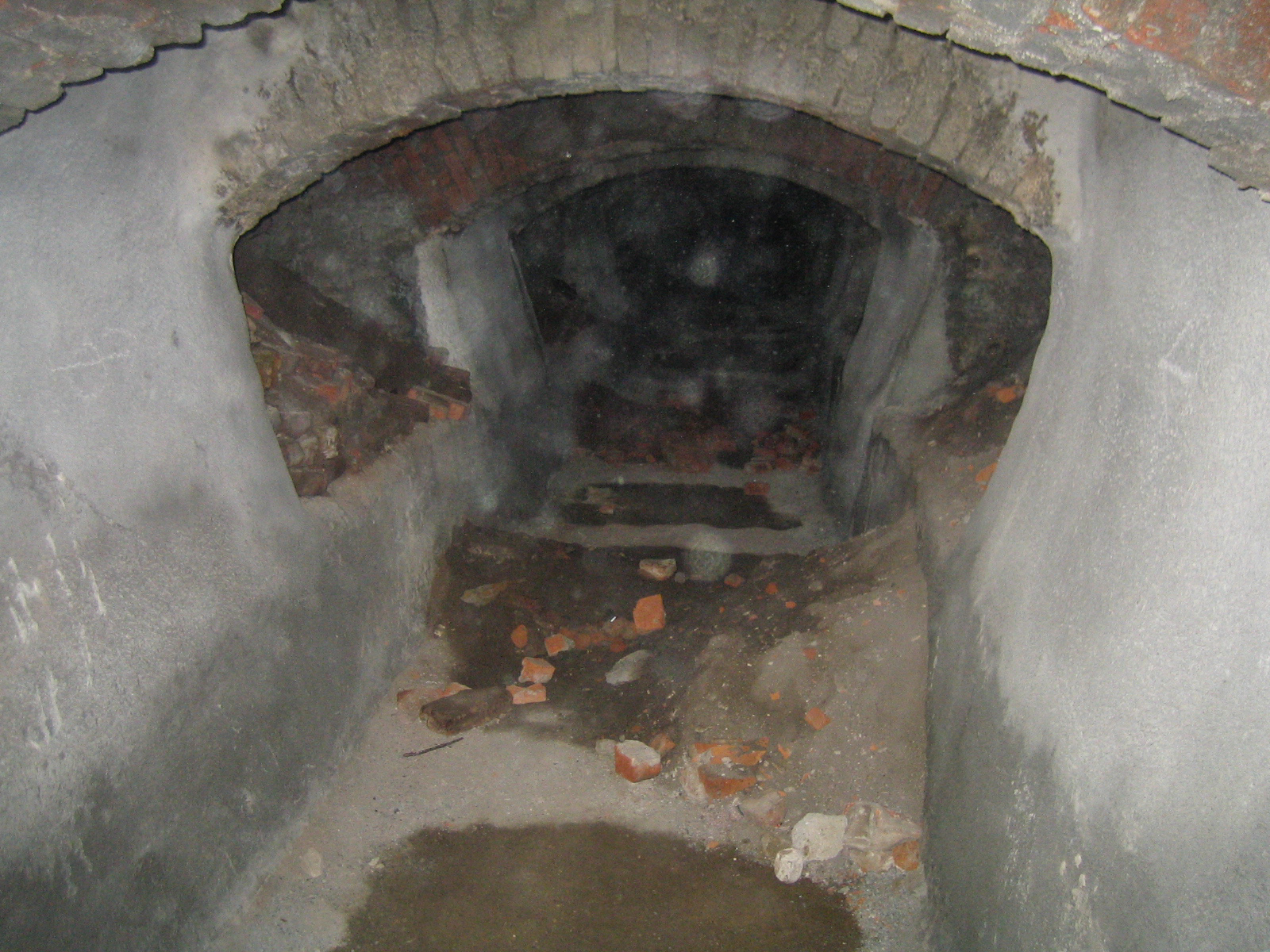
Paniersbunker sous Paniersplatz à Nuremberg
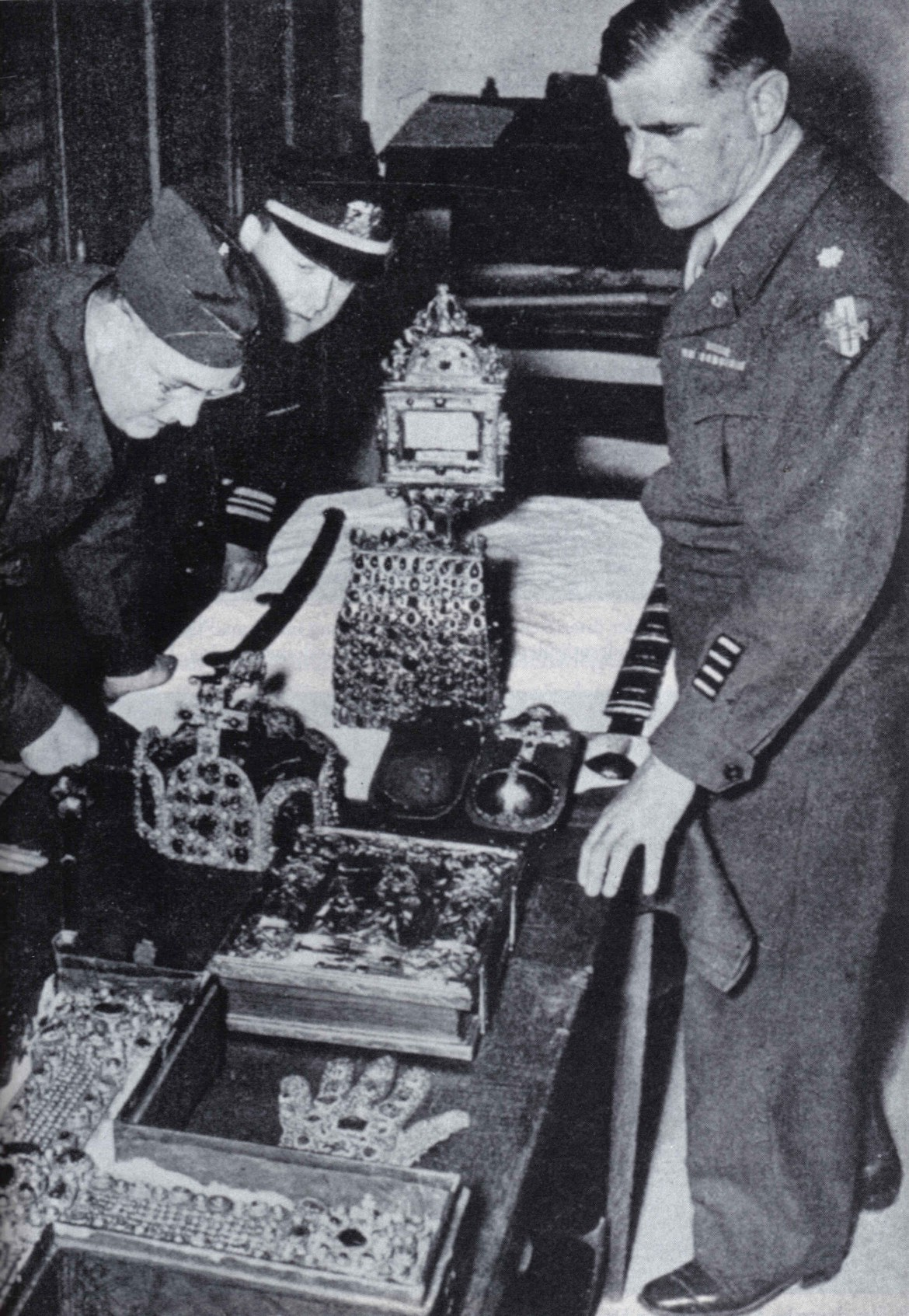
Restitution du Trésor impérial aux autorités autrichiennes, le 4 janvier 1946, par les Monuments Men

## Description
La pointe de lance mesurant 50,5 cm de long et 8 cm dans sa partie la plus large (5,3 cm pour le simple fer de lance), est en forme de feuille de saule, à l'extrémité d'une douille allongée de section ronde qui porte à la base deux ailettes triangulaires sur lesquelles sont insérées de petites croix décussées, symboles magiques solaires. Une cavité ayant été creusée dans la portion centrale pour y insérer une tige en fer forgée dans des Clous du Christ (clous damasquinés à tête cruciforme) et cette partie médiane ayant été raclée (pratique probable de la division de relique qui fait l'objet d'un commerce),, la pointe s'est brisée et a eu besoin d'être soutenue par deux gaines successives : une manchette en argent ajoutée au XIe siècle par le roi de Germanie Henri IV et par-dessus une en or ajoutée au XIVe siècle par Charles IV qui y a fait graver « Lancea et Clavus Domini » (lance et clou du Seigneur). La hampe, qui se trouve représentée sur bien des œuvres d'art, fut vraisemblablement ôtée dès le XIe siècle.

## Examens archéologiques
Une expertise réalisée en 1914 dans un laboratoire de l'Université de Leoben conclut qu’il s’agit d’une lance lombarde en fer du VIIIe siècle-IXe siècle. Les historiens supposent qu’il s’agissait à l’origine d’un insigne royal burgonde, lié au culte de saint Maurice, d’où la légende tardive qui voulut que Maurice, soldat romain de la légion thébaine, sous la Tétrarchie, ait utilisé la Sainte Lance de Longin pour combattre.
Les examens archéologiques ont depuis établi qu’il s’agit d’une simple lance à ailettes de la fin du VIIIe siècle utilisée d’abord comme lance-étendard. L'empereur Charlemagne l’a fait transformer en relique de la Passion par l'insertion dans une ouverture découpée au centre de la lame, d'une tige en fer forgée dans trois clous symboliques de la Passion. Cette relique devait égaler et ressembler à la « Lancea Domini » (Lance du Seigneur) de Jérusalem en possession de l'empereur romain d'Orient. Sa forme en feuille de laurier rappelle celle du poignard de combat (pugio) des soldats romains et suggère que la relique, vénérée à Constantinople et détruite en 1204, n’était pas une lance, mais un poignard du Haut-Empire.

## Galerie

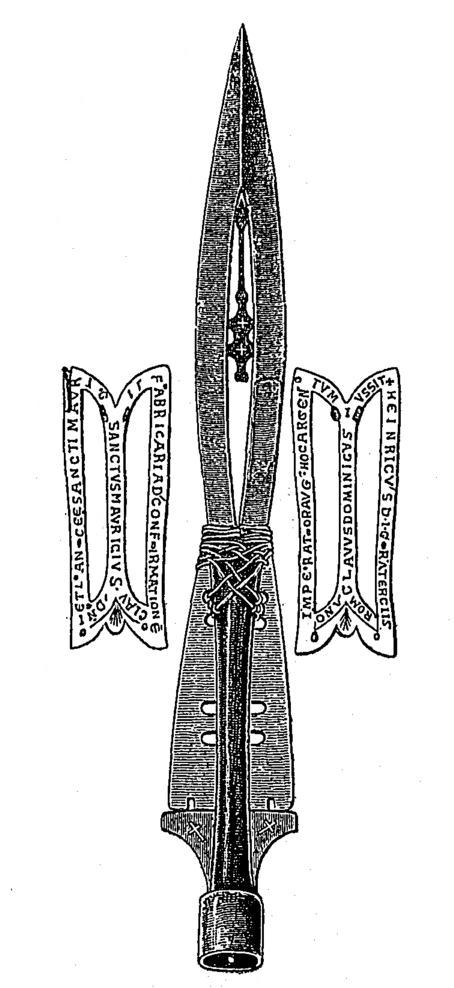
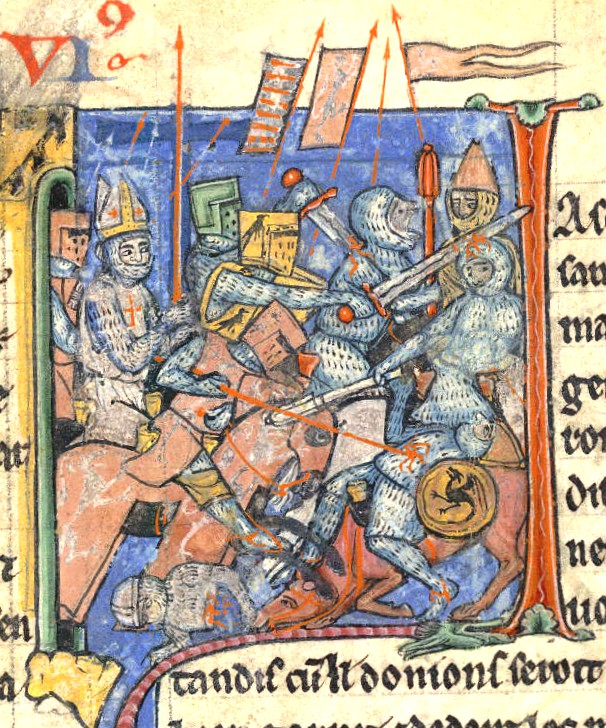
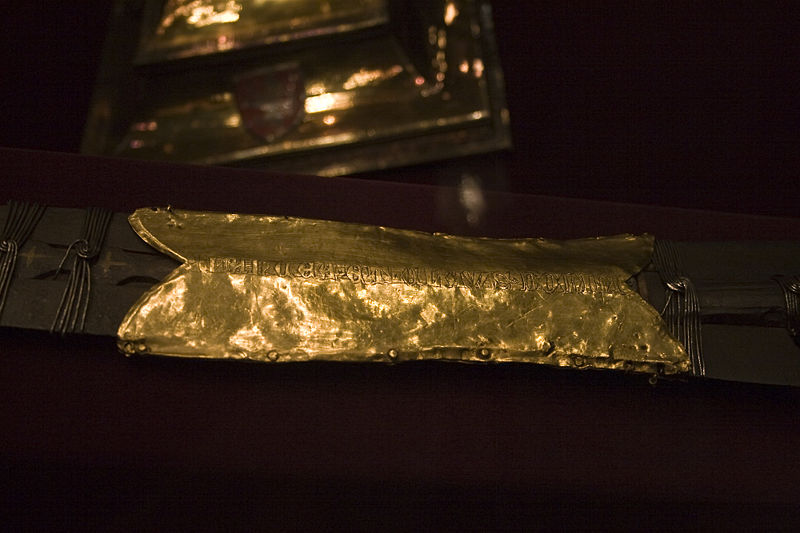